# Genski lokus
Lokus (od lat. mjesto) je određeno mjesto na kromosomu koje zauzima gen odnosno sekvencija DNK. Svaki kromosom nosi mnoge gene. Procjena je da je od 20.000 do 25.000 ljudskih 'haploidnih' gena na 23 različita kromosoma. Inačica slične sekvencije DNK smještene na danom lokusu zovemo alel. Poredani popis lokusa za koje znamo genom zovemo genska karta odnosno genska mapa. Kartiranje gena je proces određivanja lokusa određenog fenotipa. 
Pokusi koje je napravio Thomas Hunt Morgan pokazali su da točno određeno mjesto na kromosomu je mjesto na kojem je smješten svaki pojedini gen. Također je dokazao da svaki kromosom nosi više gena koji se nazivaju vezani geni.